# Sistema Metropolitano de Aeropuertos
El Sistema Metropolitano de Aeropuertos (SMA) consiste en un proyecto de la Secretaría de Comunicaciones y Transportes, iniciado alrededor del año 2007 y que busca coordinar los aeropuertos que sirven a la denominada Corona regional del centro de México y estos son los siguientes:
| Número | Aeropuerto                                         | Administrador / concesionario                                    | Ciudad           | Estado           | Pasajeros (2024) |
| ------ | -------------------------------------------------- | ---------------------------------------------------------------- | ---------------- | ---------------- | ---------------- |
| 1      | Aeropuerto Internacional de la Ciudad de México    | Grupo Aeroportuario de la Ciudad de México                       | Ciudad de México | Ciudad de México | 45,359,485       |
| 2      | Aeropuerto Intercontinental de Querétaro           | Aeropuerto Intercontinental de Querétaro S.A.                    | Querétaro        | Querétaro        | 2,074,950        |
| 3      | Aeropuerto Internacional Lic. Adolfo López Mateos  | Administradora Mexiquense del Aeropuerto Internacional de Toluca | Toluca           | Estado de México | 1,704,011        |
| 4      | Aeropuerto Internacional de Puebla                 | Olmeca-Maya-Mexica                                               | Puebla           | Puebla           | 1,076,484        |
| 5      | Aeropuerto Internacional General Mariano Matamoros | Aeropuerto de Cuernavaca, S.A. de C.V.                           | Cuernavaca       | Morelos          | -                |
| Total  |                                                    |                                                                  |                  |                  | 50,214,930       |

| Aeropuertos operados por SMA MEX TLC QRO PBC CVJ |

## Historia
El SMA busca aprovechar la infraestructura aeroportuaria instalada en los estados vecinos a la Ciudad de México para distribuir y desconcentrar la demanda de operaciones, la cual se encontraba centralizada en una sola terminal aérea, el Aeropuerto Internacional Benito Juárez de la Ciudad de México (AICM).
A través de SMA se atienden a 60 millones de pasajeros y se realizan más de 700 mil operaciones anuales.
Como en las ciudades de Nueva York, Londres o Washington, el SMA está integrado por un aeropuerto central, (el AICM) y cuatro aeropuertos periféricos: Toluca, Puebla, Cuernavaca y Querétaro, los cuales, durante los últimos años, han sido beneficiados con una inversión superior a los mil millones de dólares, destinada al fortalecimiento y expansión de sus instalaciones.

## Funciones
Con la consolidación del SMA, no sólo se beneficia la desconcentración de pasajeros y de carga del AICM; también se estimula el desarrollo y crecimiento de la industria y el comercio de los estados de México, Puebla, Morelos y Querétaro.